# Mariko Ebralidze
Mariko Ebralidze, née en 1984, à Tbilissi, en Géorgie, est une chanteuse de jazz.

## Biographie
Elle a étudié à l'université de musique Zakaria Paliashvili et à l'Institut pedagogique de l'art musical et a reçu un brevet de soliste et de professeur en 2008.
Elle acquiert sa popularité comme chanteuse de jazz notamment en participant comme soliste à l'orchestre municipal de Tbilissi.

## Eurovision
Le 2 février 2014, elle est annoncée comme représentatrice de la Géorgie au Concours Eurovision de la chanson 2014 et représentera ainsi son pays à Copenhague au Danemark avec le groupe The Shin.